# Trà Nam
Trà Nam is een xã in het district Nam Trà My, een van de districten in de Vietnamese provincie Quảng Nam. Trà Nam heeft ruim 2400 inwoners op een oppervlakte van 91,2 km².